# Sera Gösch
Sera Gösch (* 28. Dezember 1985 als Serap Göğüş in Istanbul) ist eine österreichische Konzert- und Opernsängerin türkischer Abstammung im Stimmfach Sopran.

## Werdegang
Gösch studierte in Istanbul und Wien, wo sie 2011 an der Musik und Kunst Privatuniversität der Stadt Wien mit dem Bachelor abschloss.
Mit der Rolle der Feraye/Constanze gastierte sie 2006 am Grand théâtre de la ville de Luxembourg, dem Toneelhuis in Antwerpen und dem Nationaltheater Mannheim in Saray – Mozart alla Turca, einer türkisch und deutsch gesungenen Adaption von Mozarts Die Entführung aus dem Serail.
2011 sang sie in Rom Bachs Johannes-Passion mit dem Bach-Collegium Stuttgart und der Gächinger Kantorei. Ihre Konzerttätigkeit erstreckte sich im Mai 2015 ferner auf die Lulu-Suite von Alban Berg mit dem Slovenian Philharmonic Orchestra unter der Leitung von Keri-Lynn Wilson, im März 2016 auf Opernkonzerte in Washington (Strathmore Music Center) und New York (Lincoln Center) und im Mai 2017 auf das Koloratursoprankonzert in f-Moll (op. 82) von Reinhold Moritzewitsch Glière mit der Slovenska filharmonija in Ljubljana. Im Dezember 2018 sang Gösch bei der alljährlichen Operngala in Toronto die Hallenarie der Elisabeth aus Richard Wagners Tannhäuser und der Sängerkrieg auf Wartburg sowie Arien aus Idomeneo und Eugen Onegin.
Von 2012 bis 2015 war sie als Solistin an der Wiener Volksoper engagiert. Ihr Hausdebüt gab sie im Dezember 2012 als Taumännchen in Hänsel und Gretel. Weitere Rollen waren Frasquita in Carmen, Papagena in Die Zauberflöte, Barbarina in Le Nozze di Figaro und die Senatorengattin Barbara Delaqua in der Operette Eine Nacht in Venedig. Des Weiteren sang sie das Sopransolo in einer Ballettinterpretation von Carl Orffs Carmina Burana.
Von 2012 an war sie Solistin bei Konzerten des Wiener Mozart Orchesters im Goldenen Saal des Musikvereins, dem Konzerthaus und an der Wiener Staatsoper, sowie des Hofburgorchesters.
Im April 2016 und 2017 gastierte sie als Violetta Valéry in Giuseppe Verdis La Traviata an der Staatsoper Warna. Im März 2018 war Gösch mit musikalischen Szenen der Salome und Chrysothemis (Elektra) in einem Konzert mit dem Sofia Philharmonic Orchestra unter Leitung von Gerrit Priessnitz in der Bulgaria Hall in Sofia zu hören. Im Juni 2018 übernahm Sera Gösch beim Budapest Summer Festival kurzfristig die Titelrolle in Salome in einer Koproduktion der Staatsoper Budapest und dem Margaret Island Open-Air Theater. Im Februar 2019 debütierte Gösch am Staatstheater Wiesbaden in einer Salome-Neuinszenierung. Im Dezember 2019 und Jänner 2020 war sie erneut in der Titelpartie der Salome zu hören. Sie sang mit großem Erfolg in der Schweiz am Luzerner Theater die Premiere und weitere Vorstellungen für die erkrankte Sopranistin Heather Engebretson von der Seitenbühne. Im September 2020 sang sie in der Premiere der Ungarischen Staatsopern-Neuproduktion erneut die Titelpartie der Salome in Budapest.
Zwischen 2021 und 2024 sang Sera Gösch unter anderem Opern- und Operettenkonzerte in Wien, Athen, Zypern, Vancouver, Tel Aviv, Washington, Miami und New York.
Im Jänner 2018 wurde ihr die österreichische Staatsbürgerschaft verliehen.